# Сент-Клер Эрскин, Джеймс, 2-й граф Росслин
Джеймс Сент-Клер-Эрскин, 2-й граф Росслин (англ. James St Clair-Erskine, 2nd Earl of Rosslyn; 6 февраля 1762 — 18 января 1837) — шотландский дворянин, военный и политик. Он был известен как сэр Джеймс Эрскин, 6-й баронет, с 1765 по 1789 год и сэр Джеймс Сент-Клер-Эрскин, 6-й баронет, с 1789 по 1805 год.

## Происхождение и образование

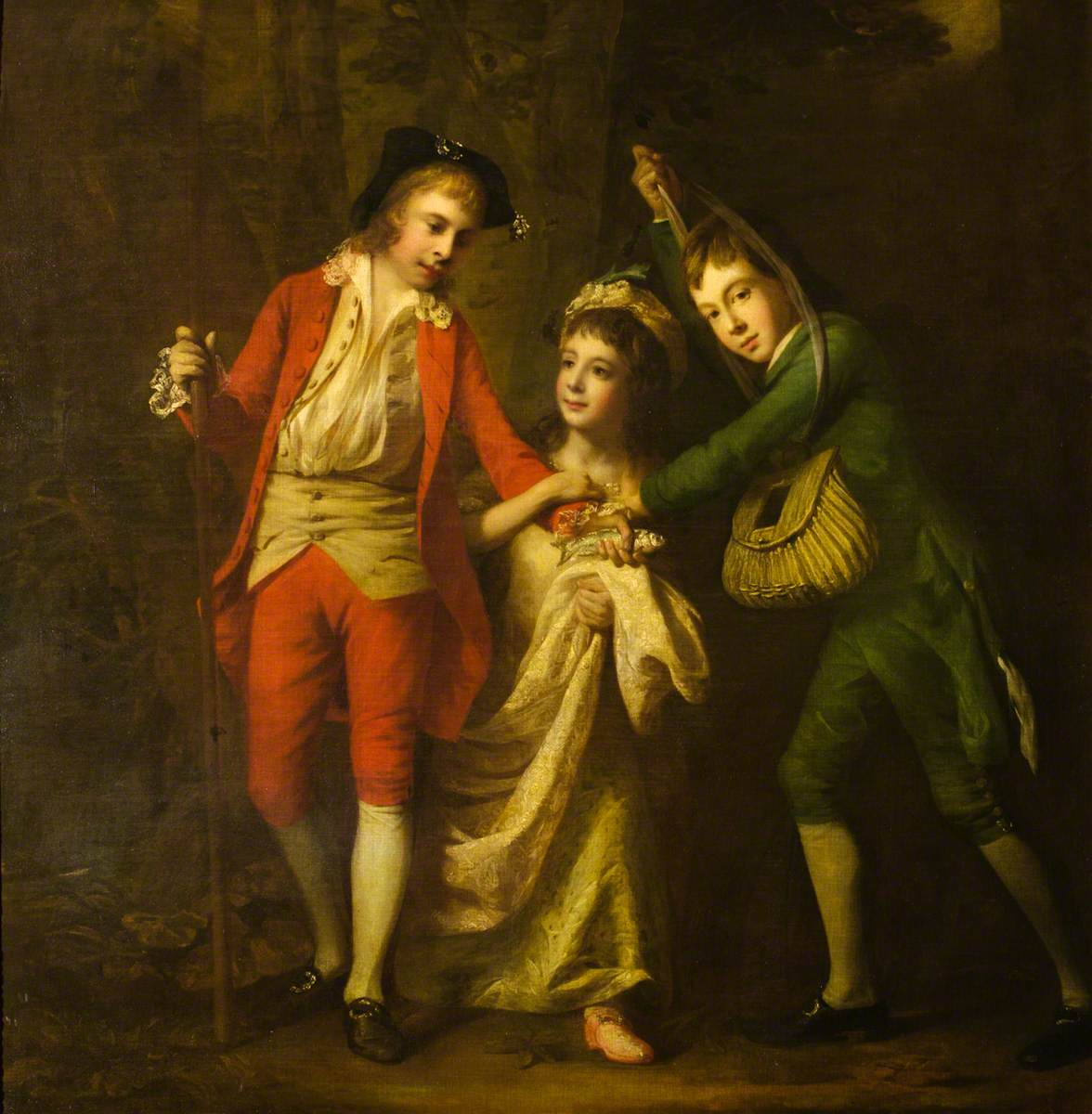
Портрет Джеймса Сент-Клера-Эрскина, 2-го графа Росслина (1762—1837), его брата Джона и сестры Генриетты Марии, портрет Натаниэля Хоуна Старшего.

Родился 6 февраля 1762 года. Старший сын генерал-лейтенанта сэра Генри Эрскина, 5-го баронета (1710—1765), и Джанет Уэддерберн (? — 1797), дочери Питера Уэддерберна (1710—1756) и сестры Александра Уэддерберна, 1-го графа Росслина (1733—1805).
7 августа 1765 года после смерти своего отца Джеймс Эрскин унаследовал титул 6-го баронета из Алвы, в возрасте трех лет.
Он получил образование в королевской средней школе Эдинбурга и Итонском колледже.

## Военная карьера
Был зачислен в 21-й легкий драгунский полк в 1778 году. Джеймс Эрскин был помощником генерал-адъютанта в Ирландии в 1782 году. В 1793 году он стал генерал-адъютантом и в этом качестве служил при осаде Тулона и Корсики. В 1795 году он был произведён в полковники и назначен адъютантом короля Георга III. В 1796 году он получил чин бригадного генерала в Португалии. Он стал генерал-майором в 1798 году, генерал-лейтенантом в 1805 году и генералом в 1814 году. В 1806 году он был членом специальной миссии в Лиссабон, в результате которой сэр Артур Уэлсли (впоследствии герцог Веллингтон) был отправлен на Пиренейский полуостров. Он участвовал в военных кампании в Дании (1807) и Голландии (1809).

## Политическая карьера
Джеймс Эрскин заседал в Палате общин Великобритании от Касл-Райзинга в 1782—1784 годах и от Морпета в 1784—1796 годах. Первоначально виг, сторонник Эдмунда Берка и активный сторонник Чарльза Джеймса Фокса против Уильяма Питта Младшего в дебатах по поводу Ост-Индской компании, он был одним из организаторов импичмента Уоррена Гастингса. В 1789 году, унаследовав поместья Росслин и Дайсарт от своего двоюродного брата Джеймса Патерсона Сент-Клера, он принял дополнительную фамилию Сент-Клер-Эрскин. С 1796 по 1805 год он заседал в Палате общие Великобритании от Дайсарта-Бурга в Файфе.
В январе 1805 года после смерти своего дяди Александра Уэддерберна, 1-го графа Росслина, он унаследовал титул 2-го графа Росслина и стал членом Палаты лордов. Джеймс Сент-Клер Эрскин занимал должности лорда-хранителя малой печати в правительстве герцога Веллингтона в 1829—1830 годах и лорда-президента Совета в правительстве сэра Роберта Пиля в 1834—1835 году . В 1829 году он стал членом Тайного совета Великобритании.

## Семья
В 1790 году лорд Росслин женился на Гарриет Элизабет Бувери (1771 — 8 августа 1810), дочери политика Эдвард Бувери (1738—1810) и Гарриет Фолкнер. У супругов было четверо детей:
- Леди Джанет Сент-Клер-Эрскин (? — 16 ноября 1880), в 1829 году она вышла замуж за Бетелла Уолронда, 8-го маркиза де Вальядо.
- Генри Александр Сент-Клер-Эрскин (род. 2 июня 1792)
- Джеймс Александр Сент-Клер-Эрскин, 3-й граф Росслин (15 февраля 1802 — 16 июня 1866), второй сын и преемник отца.
- Достопочтенный Генри Фрэнсис Сент-Клер-Эрскин (1804 — 24 мая 1829).

74-летний лорд Росслин скончался в январе 1837 года. Ему наследовал его второй сын Джеймс.